# Dumitru Bolborea
Bolborea Dumitru (n. 2 martie 1958) este un fost fotbalist român și fost antrenor secund la Steaua București. A jucat fotbal între 1978 și 1993 pentru Rapid București, Automatica București, Național București, Inter Sibiu și Strungul Arad.
El a devenit antrenor în 1994, începându-și activitatea la echipa de tineret a FC Național București, de unde a fost promovat în 1995 ca antrenor secund la prima echipă. Între 1997 și 2000, el a antrenat echipa de tineret a FC Național, dar a revenit în funcția de antrenor secund în 2000, când l-a întâlnit pe Cosmin Olăroiu și de atunci cei doi au lucrat împreună la FC Național (2000-2003 și 2003-2005), Steaua București (2003, 2005) și FCU Politehnica Timișoara (2005).
Pe 29 martie 2006 a primit Medalia „Meritul Sportiv” clasa a II-a din partea președintelui României de atunci, Traian Băsescu, fiind antrenorul secund al echipei FC Steaua București care obținuse până la acea dată calificarea în sferturile Cupei UEFA 2005-2006.
În 2008 a fost antrenor principal al echipei Concordia Chiajna.